# デルタ航空1086便着陸失敗事故
デルタ航空1086便着陸失敗事故（デルタこうくう1086びんちゃくりくしっぱいじこ、英語: Delta Airlines Flight 1086）は2015年3月5日午前11時2分（現地時間、東部標準時）に、米国ニューヨーク州ニューヨーク市のラガーディア空港において、アトランタ発のデルタ航空1086便が接地後の滑走時に滑走路を逸脱して大破した航空事故である。
この事故により乗客29人が軽傷を負った:viii。減速のために使用したスラストリバーサの逆推力が過剰だったため、方向舵周辺の気流が乱れて機首の向きをコントロールすることができなくなったことが原因とされた。

## 概要

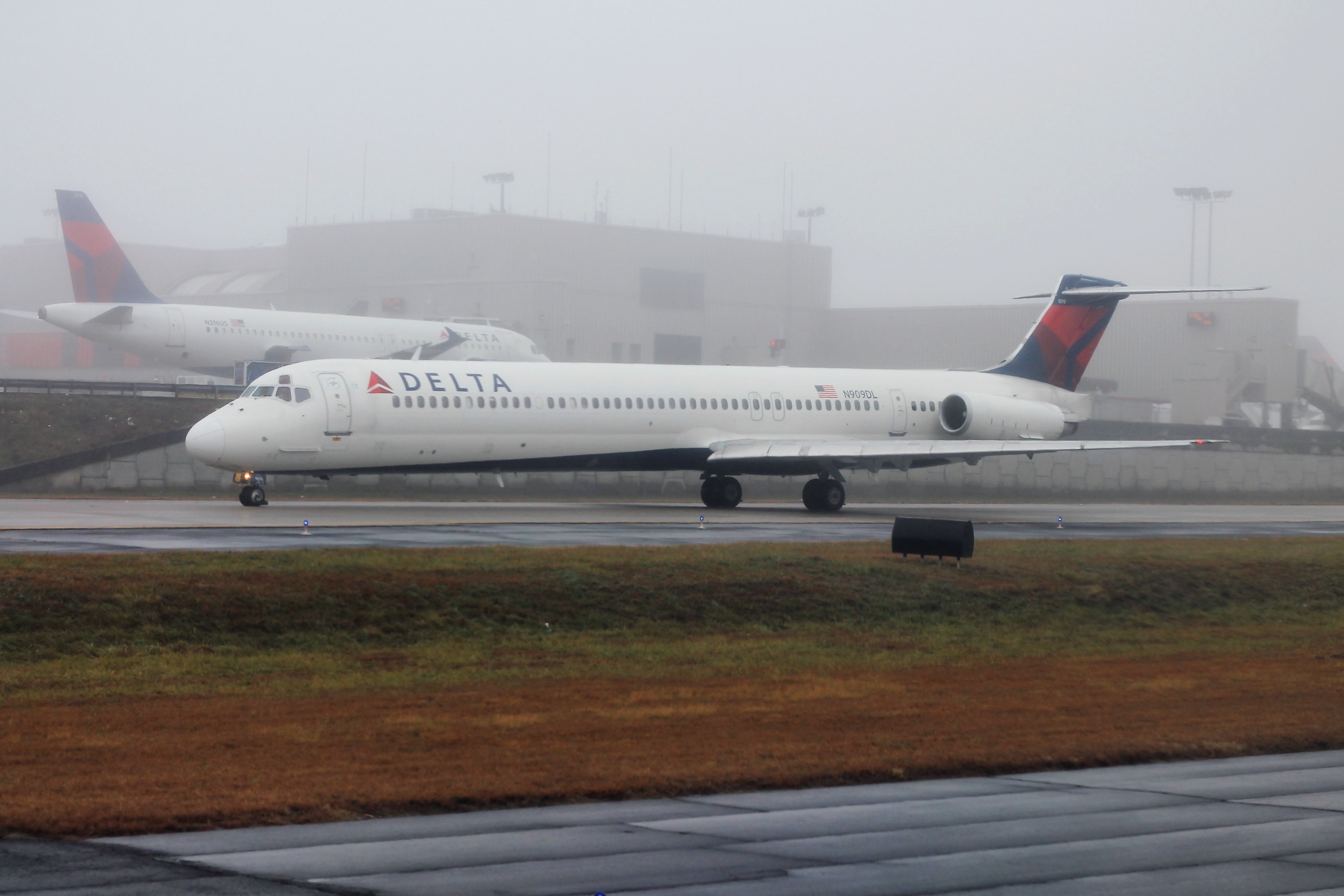
事故機(N909DL)2015年1月、アトランタ国際空港にて撮影

5日午前9時ころ、アトランタのハーツフィールド・ジャクソン・アトランタ国際空港を離陸した同機は、雪や氷による視界不良などの問題のためニューヨーク上空を旋回しながら待機した後、午前11時ごろにラガーディア空港に着陸した。この際、滑走路上の雪はデルタ機が着陸する数分前に除雪されており、また先行して着陸した機はブレーキの効きは正常であると報告していた。路面が凍結していたとする報道もある。
着陸後、1,500メートルほど滑走したところでスリップし、機体は左側にそれて20秒ほどそのまま進み、最後は盛り土上のフェンスに衝突して停止した。この時、機首はフラッシング湾に乗り出す格好だった。
乗客乗員132人は、全員緊急用の出口から翼の上に出たり非常用の滑り台（脱出用シューター）を使って脱出し、ターミナルまでバスで移動した。
この事故により、28人が負傷、5人が病院に搬送された。

## 天候
当日は大雪によりニューヨークでは政府職員が自宅待機となったり、学校や博物館が休みとなるなど日常生活に支障をきたしていた。空港周辺にも9センチの積雪があり、滑走路の除雪も行われていた。

## 影響
この事故により、事故機の燃料が一部漏れ出すなどして、空港が4時間にわたり閉鎖された。